# Clube Desportivo Portosantense
O Clube Desportivo Portosantense  é um clube português, localizado na ilha de Porto Santo, Região Autónoma da Madeira.
Manda seus jogos no estádio José Lino Pestana, com capacidade para 2.500 pessoas.

## História
O clube foi fundado em  8 de Dezembro de 1948. Os seus fundadores foram: Firmino Chagas de Faria, José Joaquim Pestana de Vasconcelos, José dos Santos Reynolds e Manuel Batista. O seu actual presidente chama-se Dr. Pedro Câmara.
Foi declarado como de Utilidade Pública em 25 de novembro de 1982 pelo Governo Regional da Madeira.
Na época de 2010-2011, a equipa de seniores participa na 3º Divisão Nacional - Série Madeira. Na temporada 2013-14, decidiu não mais participar do Campeonato Nacional.

## Futebol

### Presenças
|                   | Nº Presenças | Títulos |
| ----------------- | ------------ | ------- |
| Temporadas na 1ª  | 0            |         |
| Temporadas na 2ª  | 0            |         |
| Temporadas na 2ªB | 4            |         |
| Temporadas na 3ª  | 15           |         |
| Taça de Portugal  | -            |         |
| Taça da Liga      | 0            |         |

### Classificações
| Escalão          | 00/01 | 01/02 | 02/03 | 03/04 | 04/05 | 05/06 | 06/07 | 07/08 | 08/09 |
| ---------------- | ----- | ----- | ----- | ----- | ----- | ----- | ----- | ----- | ----- |
| Liga NOS         | -     | -     | -     | -     | -     | -     | -     | -     | -     |
| Liga PRO         | -     | -     | -     | -     | -     | -     | -     | -     | -     |
| II Divisão       | -     | -     | -     | -     | -     | -     | -     | 10º   | -     |
| III Divisão      | -     | -     | 6º    | -     | -     | -     | -     | -     | -     |
| 1º Escalão Dist. | -     | -     | -     | -     | -     | -     | -     | -     | -     |

## Marca do equipamento e patrocínio
- Marca do equipamento: Luanvi
- Patrocínio: Colombo's Resort